# Yeh Hai Jalwa
Yeh Hai Jalwa (Hindi, wörtlich: Das ist eine Show) ist ein Bollywood-Film, der in Indien 2002 erschienen ist.

## Handlung
Rajesh Mittal (Rishi Kapoor) lebt in London und erhält eine Auszeichnung für den besten Geschäftsmann Englands. Alles ist schön in seinem Leben: sein Vater Purshotam Mittal (Kader Khan) ist glücklich, seine Frau Smita (Rati Agnihotri) ist zufrieden genauso wie seine zwei Kinder Rinke (Rinke Khanna) und Bunty. Doch dann kommt Raj Saxena (Salman Khan) und zerstört seine heile Welt, indem er behauptet, dass er sein Sohn aus einer Beziehung ist, die er vor 20 Jahren in Indien hatte.
Raj, der seinen Vater nie kennengelernt hat, erkannte diesen zufällig im Fernsehen und machte sich sofort auf den Weg nach London. Rajesh will aber Raj als seinen Sohn nicht akzeptieren. Er denkt, dass er es nur auf sein Geld abgesehen hat. Er weiß nicht, dass Raj selbst reich ist. Raj will aber unbedingt, dass sein Vater zu ihm steht, und gibt ihm sieben Tage Zeit, seiner Familie von ihm zu erzählen, sonst wird er es tun. In der Zwischenzeit wird Raj bei Rajeshs Rechtsanwalt Robin Singh (Anupam Kher) einquartiert, wo er sich in Robins Tochter Sonia (Amisha Patel) verliebt.
Sanjay Dutt hat mehrere Gastauftritte in diesem Film.